# Beachmont (MBTA-Station)
Beachmont ist eine nach dem gleichnamigen Stadtteil von Revere benannte U-Bahn-Station der Massachusetts Bay Transportation Authority (MBTA) nahe dem Bostoner Stadtteil East Boston im Bundesstaat Massachusetts der Vereinigten Staaten. Sie bietet Zugang zur Linie Blue Line. Die Station ist neben Charles/MGH, Science Park, Malden Center, Wollaston und Fields Corner einer der wenigen verbliebenen aufgeständerten U-Bahnhöfe im MBTA-Netz.

## Geschichte
Die ursprüngliche Station wurde am 19. Januar 1954 errichtet. Von 1994 bis 1995 erfolgte gemeinsam mit den Stationen Suffolk Downs, Revere Beach und Wonderland ein vollständiger Neubau.

## Bahnanlagen

### Gleis-, Signal- und Sicherungsanlagen
Der U-Bahnhof verfügt über insgesamt zwei Gleise, die über zwei Seitenbahnsteige zugänglich sind. 

### Gebäude
Der U-Bahnhof befindet sich an der Adresse 630 Winthrop Avenue at 1 Bennington Street und ist vollständig barrierefrei zugänglich.

## Umfeld
An der Station besteht eine Anbindung an eine Buslinie der MBTA, zusätzlich stehen 430 kostenpflichtige Parkplätze zur Verfügung. 